# 愛発村
愛発村（あらちむら）は福井県敦賀郡にあった村。現在の敦賀市の南東部にあたる。

## 地理
- 山岳 ： 柳ヶ瀬山、行市山
- 河川 ： 笙の川

## 歴史
- 1889年（明治22年）4月1日 - 町村制の施行により、市橋村、疋田村、追分村、駄口村、山中村、奥野村、曽々木村、新道村、麻生口村、奥麻生村、刀根村及び杉箸村の区域をもって、愛発村が発足する。
- 1955年（昭和30年）1月15日 - 敦賀市に編入する。

## 交通

### 鉄道路線
- 日本国有鉄道
  - 北陸本線（1957年より柳ヶ瀬線）
    - 刀根駅 - 疋田駅

現在は旧村域の現・北陸本線に新疋田駅が所在するが、当時は未開業。

### 道路
- 国道8号
- 国道161号

現在は旧村域に北陸自動車道の刀根パーキングエリアが所在するが、当時は未開通。